# پایگاه هوایی چارلزتاون
پایگاه هوایی چارلزتاون (به انگلیسی: Naval Auxiliary Air Station Charlestown) یک فرودگاه نظامی با کد یاتا KALF است که یک باند فرود آسفالت دارد و طول باند آن ۱۵۹۸ متر است. این فرودگاه در کشور ایالات متحده آمریکا قرار دارد و در ارتفاع ۶ متری از سطح دریا واقع شده‌است.